# Селянська війна у Швейцарії
Селянська війна у Швейцарії — народне повстання у Швейцарській конфедерації 1653 року в період Старого порядку. Девальвація бернських грошей спричинила податковий бунт, що поширився з долини Ентлебух у кантоні Люцерн до долини Емменталь у кантоні Берн, а потім до кантонів Золотурн і Базель, а також до Ааргау.
Сільське населення зажадало податкових пільг від своєї влади, міських рад столиць відповідних кантонів. Коли міста відхилили їхні вимоги, селяни організувалися та стали погрожувати блокадою міст. Після того як початкові домовленості, укладені за посередництва інших кантонів, зазнали невдачі, селяни об'єдналися відповідно до Гуттвільської угоди, утворивши «Гуттвільську лігу». Їхній рух став радикальнішим, вийшовши за рамки від початку виключно фіскальних вимог. Ця ліга позиціонувала себе як політичне утворення, рівне й незалежне від міської влади, отримавши повний військовий і політичний контроль над своїми територіями.
Селяни взяли в облогу Берн і Люцерн, після чого міста уклали мирну угоду з селянським вождем Ніклаусом Лоєнбергером, відому як мир на Мюріфельді. Селянські армії відступили. Тагзатцунг, союзні збори старої Швейцарської конфедерації, за деякий час послали армію з Цюриха, щоб остаточно покласти край повстанню, і після битви під Воленшвілем Гуттвільську лігу насильно розпустили згідно з Меллінгенським миром. Останній опір у долині Ентлебух було зламано до кінця червня. Після своєї перемоги міська влада вжила рішучих каральних заходів. Гуттвільська ліга та мир на Мюріфельді були оголошені недійсними міською радою Берна. Багатьох лідерів повстання схопили, піддали тортурам і в підсумку винесли суворі вироки. Ніклауса Лоєнбергера обезголовили та четвертували в Берні 6 вересня 1653 року.[а]
Хоча військова перемога абсолютистської міської влади була беззаперечною, війна також показала їм, що вони дуже сильно залежать від своїх сільських жителів. Незабаром після закінчення бунту правлячі аристократи провели низку реформ і навіть знизили деякі податки, тим самим виконавши деякі з початкових фінансових вимог селян. У довгостроковій перспективі Селянська війна 1653 року завадила розвитку абсолютизму в Швейцарії в тій мірі, якої він досяг у Франції за правління Людовика XIV.

## Передісторія
Стара Швейцарська конфедерація в XVII столітті являла собою альянс із 13 переважно незалежних кантонів. Вона складалася з сільських кантонів, а також міст-держав, які розширили свої території в сільській місцевості політичними й військовими засобами за рахунок сеньйорів, які правили там раніше. Міста просто привласнили собі раніше існуючі адміністративні структури. У цих міських кантонах сільське господарство перебувало в управлінні міських рад; вони мали юридичні права, а також призначали окружних фогтів (Landvögte)..
Сільські та міські кантони мали однакове становище в союзі. Кожен кантон мав суверенітет у межах своєї території, проводячи свою власну зовнішню політику, а також карбуючи свої власні гроші. Тагзатцунг, центральна рада союзу, не мала реальної влади і слугувала радше координаційним органам. Реформація на початку XVI століття призвела до конфесійного поділу між кантонами: центральні швейцарські кантони, включно з Люцерном, залишилися католицькими, а Цюрих, Берн, Базель, Шаффгаузен, а також місто Санкт-Галлен стали протестантськими. Діяльність Тагзатцунгу часто була паралізована через розбіжності між рівносильними фракціями католиків і протестантів.
Території, які були завойовані з початку XV століття, управлялися кантонами як спільні володіння. Фогти цих територій призначалися Тагзатцунгом на дворічний термін; посади змінювалися раз на два роки між кантонами. Ааргау було анексовано 1415 року. Західна частина належала Берну, тоді як східна включала два кондомініуми колишнього графства Баден на півночі та Вільні староства (нім. Freie Ämter)[б] на півдні. Вільні староства були насильно обернені назад у католицтво після швейцарської Реформації, і католицькі кантони, особливо Люцерн, Цуг й Урі, вважали ці райони частиною своєї сфери впливу, а фогти зазвичай походили з цих кантонів. Тургау, анексований 1460 року, також був кондомініумом Швейцарської конфедерації.

## Причини конфлікту

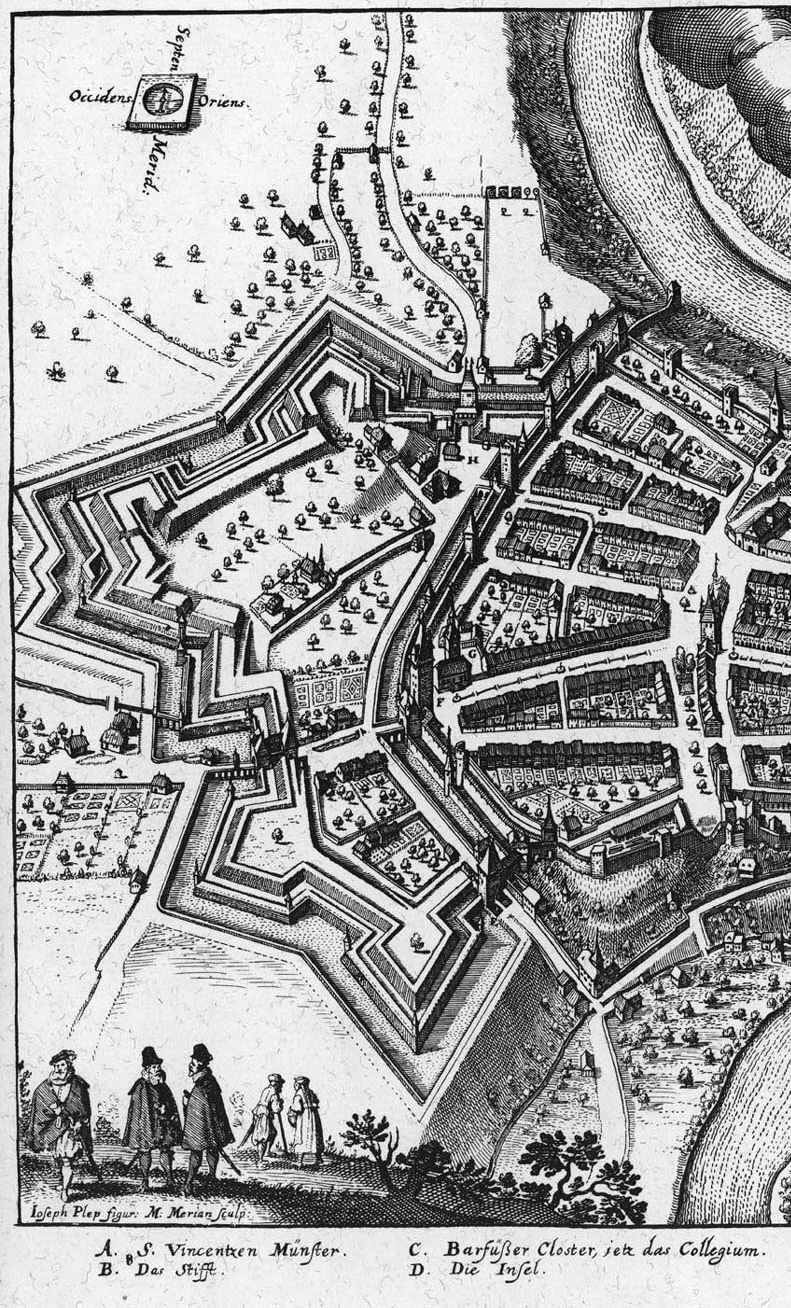
Нові міські укріплення Берна, відомі як Бернські шанці, зведені з 1622 по 1634 рік

У своїй основі Селянська війна 1653 року була викликана швидкозмінними економічними умовами після закінчення Тридцятирічної війни. Швейцарська конфедерація уникнула будь-яких військових дій на своїй території; швейцарські селяни загалом отримували вигоду від економіки воєнного часу, оскільки вони могли експортувати свої сільськогосподарські продукти за вищими цінами, ніж раніше. Після Вестфальського миру економіка південної Німеччини швидко відновилася, швейцарський експорт скоротився, а ціни на сільськогосподарську продукцію впали. Багато швейцарських селян, які взяли іпотечні кредити під час економічного буму у воєнний час, раптово зіткнулися з фінансовими проблемами.
Водночас війна з 1620-х років коштувала значних витрат для міст, наприклад, на будівництво досконаліших оборонних споруд, таких як нові бастіони. Важливе джерело доходу для кантонів вичерпалося: їхні фінанси були виснажені війною, Франція та Іспанія більше не платили пенсій, обумовлених сум в обмін на надання кантонами їм найманих полків. Міська влада намагалася компенсувати це і покрити свої витрати, з одного боку, підвищенням податків або введенням нових, а з іншого — карбуванням менш цінних мідних монет, так званих баценів, які мали таку ж номінальну вартість, як і срібні гроші, що карбувалися раніше. Населення почало накопичувати срібні монети, а дешеві мідні гроші, які залишалися в обігу, поступово втрачали купівельну спроможність[в]. Тому Цюрих, Базель і центральні швейцарські кантони вже 1623 року знову почали карбувати цінніші монети. Берн, а також Золотурн і Фрібур встановили замість цього обов'язковий фіксований обмінний курс між мідними та срібними грошима, але цей захід не запобіг фактичній девальвації. Таким чином, до кінця війни населення зіткнулося як з повоєнною депресією, так і з високою інфляцією в поєднанні з високими податками. Ця фінансова криза призвела до низки податкових бунтів у кількох кантонах Швейцарської конфедерації, наприклад у 1629—1636 роках у Люцерні, у 1641 році в Берні або в 1645—1646 роках у Цюриху. Повстання 1653 року продовжило цю серію, але вивело конфлікт на безпрецедентний рівень.
Починаючи з XV століття політична влада в міських кантонах дедалі більше й більше зосереджувалася в руках кількох міських родин, які дедалі частіше розглядали свої державні посади як спадкоємні та підтримували аристократичні й абсолютистські настрої. Поступово сформувалася міська олігархія магістратів. Ця концентрація влади в невеликої міської еліти міських кантонів спричинила «кризу участі». Сільські жителі дедалі частіше підкорялися декретам, видаваним без їхньої згоди, які обмежували їхні права, а також їхню соціальну та культурну свободу.

## Початок повстання

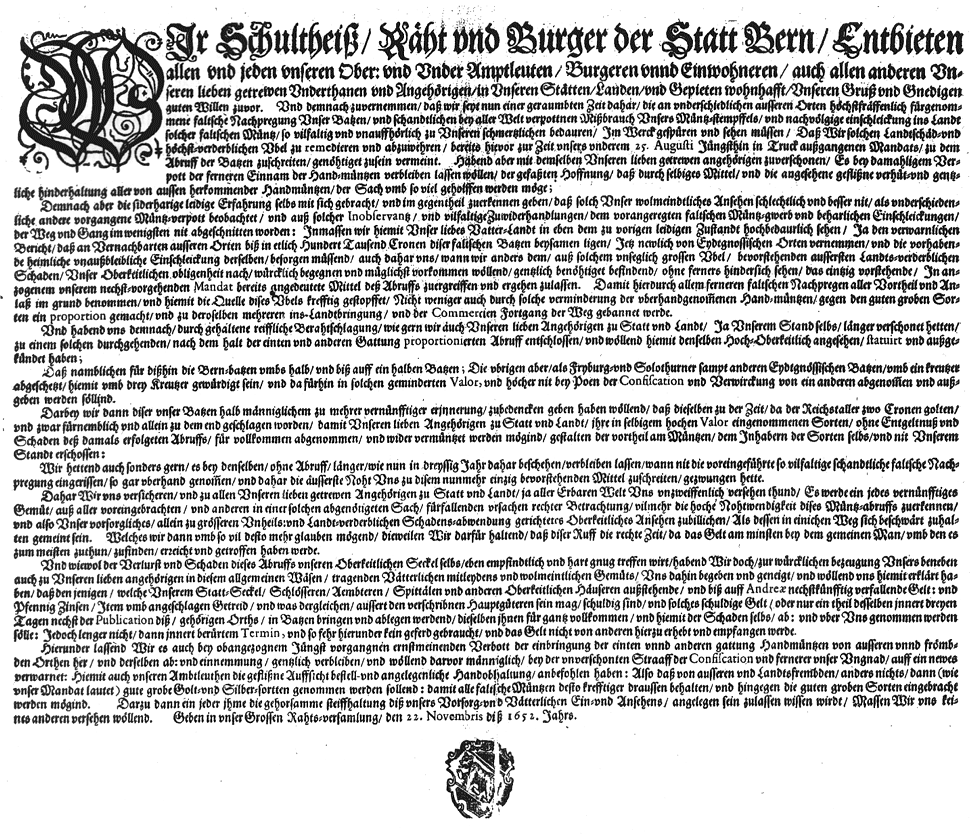
Цим указом міська влада Берна оголосила про девальвацію бацена. Документ датовано 22 листопада 1652 року (за старим стилем), що відповідає 2 грудня 1652 року (за новим стилем)

На початку грудня 1652 року Берн девальвував свій мідний бацен на 50 %, аби його номінальна вартість більше відповідала його дійсній вартості для боротьби з інфляцією. Влада встановила термін лише в три дні для обміну мідних монет за старим курсом на надійніші золоті або срібні гроші. Таким чином, лише деякі могли скористатися цією пропозицією з обміну, і для більшості населення, особливо для сільського населення, це означало, що половина їхніх статків просто пропала. Інші кантони незабаром наслідували його приклад і так само знецінили бернські мідні гроші. Найважча ситуація склалася в люцернській долині Ентлебух, де бернські бацени набули широкого поширення. Фінансове становище багатьох селян стало нестійким. Інсайдерські оборудки правлячих магістратів Люцерна сприяли заворушенням серед населення. Селяни долини Ентлебух на чолі з Гансом Емменеггером із Шупфгайма та Крістіаном Шибі з Ешольцматта послали до Люцерна делегацію з вимогою вжити заходів, але міська рада відмовилася навіть вислухати їх. Розлючені селяни організували загальні збори (Landsgemeinde) населення долини в Гайлігкройці, незважаючи на те, що такі збори були незаконними, оскільки закони тогочасної влади не визнавали свободу зібрань. Зібрання, що відбулося після меси 10 лютого 1653 року, ухвалило зупинити всі податкові платежі доти, доки влада Люцерна не виконає їхні вимоги, скоротивши податки та скасувавши деякі з них узагалі, як-от податки на сіль, худобу й торгівлю кіньми.
Влада Люцерна не побажала задовольнити вимоги населення, але й придушити це повстання в них не вийшло. Переважна більшість сільських округів кантону Люцерн стала на бік селян долини Ентлебух, уклавши союз у Вольгузені 26 лютого 1653 року. На початку березня жителі сусідньої бернської долини Емменталь приєдналися до їхньої справи, звернувшись з аналогічними вимогами до влади Берна. Обидва кантони закликали інших незалучених членів Швейцарської конфедерації виступити посередниками в конфлікті, але водночас Тагзатцунг, збори представників кантональних урядів, також почав готуватися до військового вирішення конфлікту. Війська з Шаффгаузена й Базеля були направлені до Ааргау, але це негайно викликало збройний опір серед населення, тож війська були змушені відступити.
18 березня 1653 року католицькі центральні швейцарські кантони, які виступали як посередники, запропонували в Люцерні резолюцію, яка задовольнила більшість вимог селян, особливо податкових. У Берні аналогічний компроміс запропонувала протестантська делегація із Цюриха під керівництвом мера Цюриха Йоганна Генріха Вазера 4 квітня 1653 року. Бернський Емменталь і більшість округів кантону Люцерн прийняли ці резолюції, і їхні представники принесли нові клятви вірності. Але люди в долині Ентлебух не прийняли умов влади, оскільки, крім надання деяких податкових пільг, влада криміналізувала повстання та закликала до покарання його лідерів. На засіданні в Зігнау 10 квітня 1653 року делегати від Ентлебуха переконали своїх сусідів в Емменталі не дотримуватися нових клятв, які представники зборів склали в Берні.

## Утворення Гуттвільської ліги

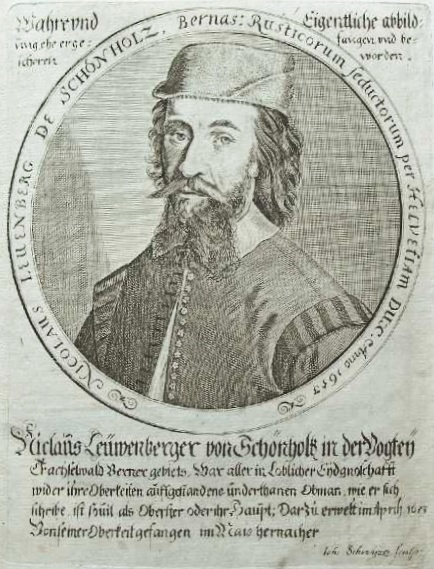
Сучасна гравюра Ніклауса Лоєнбергера, найвидатнішого селянського вождя 1653 року

Переговори між міською владою і селянами не було продовжено. У той час як влада обговорювала на Тагзатцунгу, як боротися з повсталими, селяни працювали над тим, аби заручитися підтримкою серед сільського населення інших регіонів і лобіювали створення офіційного союзу. Селянська делегація, відправлена в Цюрих, швидко повернулася назад, оскільки міська влада, яка придушувала місцеві заворушення на своїй території вже двічі (в 1645 і в 1646 роках), вже усвідомила небезпеку подібних виступів. 23 квітня 1653 року представники сільських жителів Люцерна, Берна, Базеля і Золотурна зустрілися в Зумісвальді й уклали союз, взявши зобов'язання допомагати один одному. Через тиждень вони знову зустрілися в Гуттвілі, де підтвердили свій союз і обрали своїм лідером Ніклауса Лоєнбергера з Рюдерсвіля в Емменталі.
14 травня 1653 року селяни знову зустрілися на ландсгемайнді в Гуттвілі й офіційно оформили свій союз як «Гуттвільську лігу», підписавши письмовий договір у стилі старої Федеративної хартії старої Швейцарської конфедерації. Договір чітко визначав лігу як окреме політичне утворення, що вважало себе рівним і незалежним від міст. Повстання проти податкового гніту трансформувалося в рух за незалежність, ідеологічно заснований на традиційних легендах про засновників Швейцарії, особливо на переказах про Вільгельма Телля. Юридично селяни обґрунтовували легітимність своїх зборів і союзу старими правами, особливо Штанською угодою 1481 року — одним з найважливіших коаліційних договорів Старої Швейцарської конфедерації.
Селяни на той час повністю оволоділи територією, яку вони контролювали. Вони відмовлялися визнавати юрисдикцію міської влади, а також здійснювали військовий контроль над своїми районами. Гуттвільська ліга відкрито заявила про свій намір розширюватися доти, доки вона не охопить сільське населення всієї Конфедерації. Більшість селян підтримала повстання, незгодну ж меншість змусили замовкнути погрозами насильства, а подекуди його застосуванням. Сполучення між містами було перервано, а кораблі на річках захоплено. Селяни навіть надіслали листа французькому послу в Золотурні, запевняючи французького короля Людовика XIV у своїх добрих намірах.
Міжконфесійні конфлікти, що раніше домінували у відносинах між панівною міською владою, відійшли на другий план на тлі загрози з боку Гуттвільської ліги. Селянський союз же подолав конфесійний розкол, об'єднавши католиків з Ентлебуха й Золотурна з протестантами з Емменталя й Базеля. Гуттвільський договір недвозначно визнавав рівність католиків і протестантів у своєму союзі. Міста продовжували маневрувати і вести переговори про військову підтримку в рамках своїх конфесійних зв'язків: католицький Люцерн звернувся за посередництвом, а потім і за військовою допомогою до католицьких центральних швейцарських кантонів, а протестантський Берн з тими самими цілями зв'язався з протестантським Цюрихом. Недовіра між владою католицьких і протестантських кантонів була настільки глибокою, що жоден із них не дозволяв військам іншого віросповідання діяти на своїй території.

## Збройне протистояння

Бойові дії у ході Селянської війни

Обидві сторони почали відкрито готуватися до збройного конфлікту. Міста зіткнулися з проблемою, що їхні армії складалися з ополченців, які набиралися з сільського населення підвладних їм територій, але саме це сільське населення й обернулося проти них. Берн почав набирати війська у Во й Бернському високогір'ї, двох регіонах, яких не торкнулося повстання. Владу Берна і Люцерна підтримали інші кантони на Тагзатцунгу. У депеші з Цюриха повстання вперше було названо «революцією»[г].
18 травня 1653 року селяни виставили ультиматуми Берну й Люцерну та зібрали 16 000 бійців у своє військо. Коли місто Берн відповіло відмовою, селяни попрямували до нього під проводом Лоєнбергера, досягнувши мети 22 травня 1653 року. Друга армія на чолі з Емменеггером взяла в облогу Люцерн. Міська влада Берна виявилася неготовою до битви й одразу ж вступила в переговори. Протягом кількох днів між ними й повсталими було укладено мирні угоди. Згідно з миром на Мюріфельді (Murifeldfrieden, названим на честь поля, розташованого недалеко від Берна, де був розбитий табір селянської армії), підписаним Лоєнбергером і міським главою Берна Ніклаусом Дахсельгофером, міська рада Берна обіцяла 28 травня 1653 року виконати фінансові вимоги селян в обмін на розпуск Гуттвільської ліги. Зважаючи на такий розвиток подій, Люцерн і селяни, які облягали його, також домовилися про перемир'я. Армія Лоєнбергера зняла облогу Берна і відступила, але народ відмовився слідувати за своїми лідерами і заперечував проти розпуску Гуттвільської ліги.
30 травня 1653 року, слідуючи більш ранньому рішенню Тагзатцунгу і минулим вимогам Берна, Цюрих зібрав армію з рекрутами зі своїх власних територій, з Тургау і Шаффгаузена, під командуванням Конрада Вердмюллера із завданням раз і назавжди зламати будь-який збройний опір з боку селян. Близько 8000 бійців із 800 кіньми і 18 гарматами рушили до Ааргау. Уже через три дні армія Вердмюллера взяла під контроль важливу переправу через річку Ройс біля Меллінгена. На пагорбах навколо довколишніх сіл Воленшвіль й Отмарзінген зібралася селянська армія чисельністю близько 24 000 осіб під проводом Лоєнбергера й Шибі. Селянська делегація намагалася вести переговори з Вердмюллером, демонструючи йому мирний договір, укладений на Мюріфельді. Вердмюллер, який досі не знав про цей договір, підписаний лише кілька днів тому, відмовився визнати його дійсність і зажадав беззастережної капітуляції селянської армії. У підсумку селяни атакували війська Вердмюллера 3 червня 1653 року, але, будучи погано екіпірованими і не маючи жодної артилерії, вони зазнали нищівної поразки в битві при Воленшвілі. Селяни були змушені погодитися на Меллінгенський мир, що розпускав Гуттвільську лігу. Селяни розбрелися по домівках, їм було оголошено амністію, за винятком керівників повстання.
Потім бернські війська під командуванням Зигмунда фон Ерлаха рушили з Берна до Ааргау назустріч цюрихським силам. Їхні об'єднані сили не залишали жодного шансу селянському опору. Війська фон Ерлаха налічували близько 6000 осіб і 19 гармат. Їхня операція була справжньою каральною експедицією: війська грабували села на своєму шляху та навіть зруйнували укріплення маленького містечка Відлісбах, яке втратило свої міські привілеї та знову було оголошено селом. 7 червня 1653 року бернська армія зустрілася із загоном із війська Лоєнбергера, чисельністю приблизно 2000 осіб, що повертався з Воленшвіля. Селяни відступили в Герцогенбухзее, де були розбиті військами фон Ерлаха; під час битви в маленькому містечку почалася пожежа. Ніклаус Лоєнбергер утік і переховувався, але був виданий сусідом і затриманий трахзельвальдським ландфогтом Самуелем Тріболе 9 червня 1653 року.
Населення долини Ентлебух, де почалося повстання, ще трохи чинило опір. Селянські війська під командуванням Шибі марно намагалися 5 червня 1653 року оволодіти мостом біля Гізікона, який утримувала об'єднана армія міста Люцерна і центральних швейцарських кантонів під командуванням Себастьяна Перегріна Цваєра з Урі. У наступні тижні війська Цваєра повільно просувалися через долину, поки повністю не оволоділи нею до 20 червня 1653 року. За кілька днів Шибі був схоплений та ув'язнений у в'язницю в Зурзее.

## Наслідки

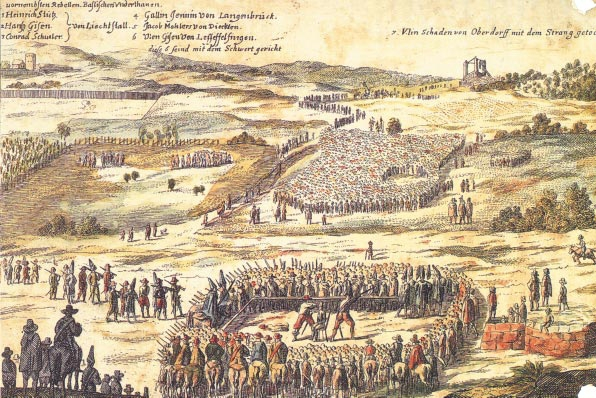
Семеро «привідців» Селянської війни були страчені в Базелі 24 липня 1653 року. Шестеро були обезголовлені, одного повісили (зображений на задньому плані праворуч)

Влада міст, придушивши повстання, приступила до суворого покарання лідерів Гуттвільської ліги. Берн не прийняв умови Меллігенського миру з його амністією, заявивши, що договір недійсний на його території, і жорстко розправився з сільським населенням. Селяни були оштрафовані на великі суми і змушені були покрити витрати на військові дії. Мюріфельдський мир було оголошено недійсним Бернською міською радою, як і Гуттвільську лігу. Сільське населення було роззброєно. Багатьох із прихильників ліги помістили до в'язниці, піддали тортурам і врешті-решт засудили до смертної кари або каторжних робіт, або заслали. Крістіана Шибі стратили в Зурзее 9 липня 1653 року, Ніклауса Лоєнбергера обезголовили і четвертували в Берні 6 вересня 1653 року. Його голову прибили до шибениці разом з одним із чотирьох примірників союзної угоди Гуттвільської ліги. Найсуворіші покарання відбулися в кантоні Берн, де було ухвалено 23 смертні вироки, порівняно з вісьмома й сімома смертними вироками в Люцерні та Базелі відповідно. Багатьох інших видатних селян стратили військові трибунали армії фон Ерлаха.
Хоча влада здобула повну військову перемогу над повсталими, вона утрималася від подальших драконівських заходів щодо широких верств населення. Уся історія з цим бунтом ясно показала їм, що міста залежать від підтримки своїх сільських жителів. Повстання було придушене з великими труднощами лише за допомоги військ з Цюриху й Урі. Якби селянам вдалося розширити Гуттвільську лігу, охопивши зокрема сільську місцевість Цюриху, результат конфлікту міг би бути іншим. Міська влада прекрасно усвідомлювала, що їй, по суті, пощастило, і її дії в наступні роки відображали це розуміння. Роблячи кроки з політичного розкріпачення сільського населення, вони також виконали багато початкових податкових вимог селян, послаблюючи економічний тиск на них. Було проведено податкові реформи, аж до того, що, наприклад, у кантоні Люцерн загальне оподаткування населення помітно знизилося в другій половині XVII століття.
Історик Зутер навіть дійшов висновку, що Селянська війна 1653 року завадила подальшому поширенню абсолютистських тенденцій у Швейцарії та запобігла подіям, схожим на ті, які відбулися у Франції після Фронди. Влада швейцарських кантонів змушена була діяти набагато обережніше і поважати своїх селян. Бернці, наприклад, доручили своїм ландфогтам використовувати набагато менш пихату і менш авторитарну форму стосунків із селянами, аби мінімізувати конфліктний потенціал. Міська рада навіть порушила судові справи проти кількох своїх ландфогтів, на яких було багато скарг від сільського населення, яке звинувачувало їх у корупції, некомпетентності та необґрунтованому збагаченні. Районного шерифа Трахзельвальда — того самого Самуеля Тріболе, який спіймав Ніклауса Лоєнбергера, — звільнили, судили та відправили на заслання на початку 1654 року[ґ]. Абрахам Станьян, колишній посол Англії в Берні з 1705 до 1713 року, опублікував 1714 року великий трактат під назвою «Звіт про Швейцарію», в якому він описав правління влади як дуже м'яке, згадавши про низьке оподаткування порівняно з іншими європейськими державами та навівши страх перед заколотами як причину порівняно м'якого правління.

## Історіографія

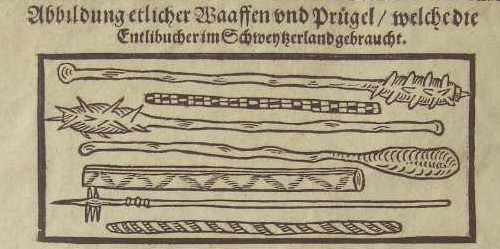
Деякі види зброї, що її використовували селяни

У наступні десятиліття після Селянської війни міська влада намагалася придушити пам'ять про це майже успішне повстання. Символи опору, як-от прапори або зброя, яку використовували селяни, зокрема їхні традиційні палиці з цвяхами на ударних кінцях (відомі як (Bauern-) Knüttel), було оголошено поза законом, конфісковано і знищено. Такі документи, як союзні угоди Гуттвільської ліги, були заховані в сховищах міських архівів. Будь-які публічні поминання або паломництва до місць страт вождів бунту були заборонені і каралися смертною карою, як і спів селянських військових пісень. Берн був особливо активний у прагненні піддати цензурі будь-які спогади про цю подію, а також намагався очорнити образи селянських лідерів. Історичні тексти тих часів зазвичай слідують офіційній позиції, згадуючи Селянську війну, якщо взагалі її згадують, і лише стисло та негативною конотацією. Проте цензура була не зовсім вдалою: сільські жителі частково зберегли спогади про 1653 рік, а різні свідчення про ті події були надруковані в Німеччині.

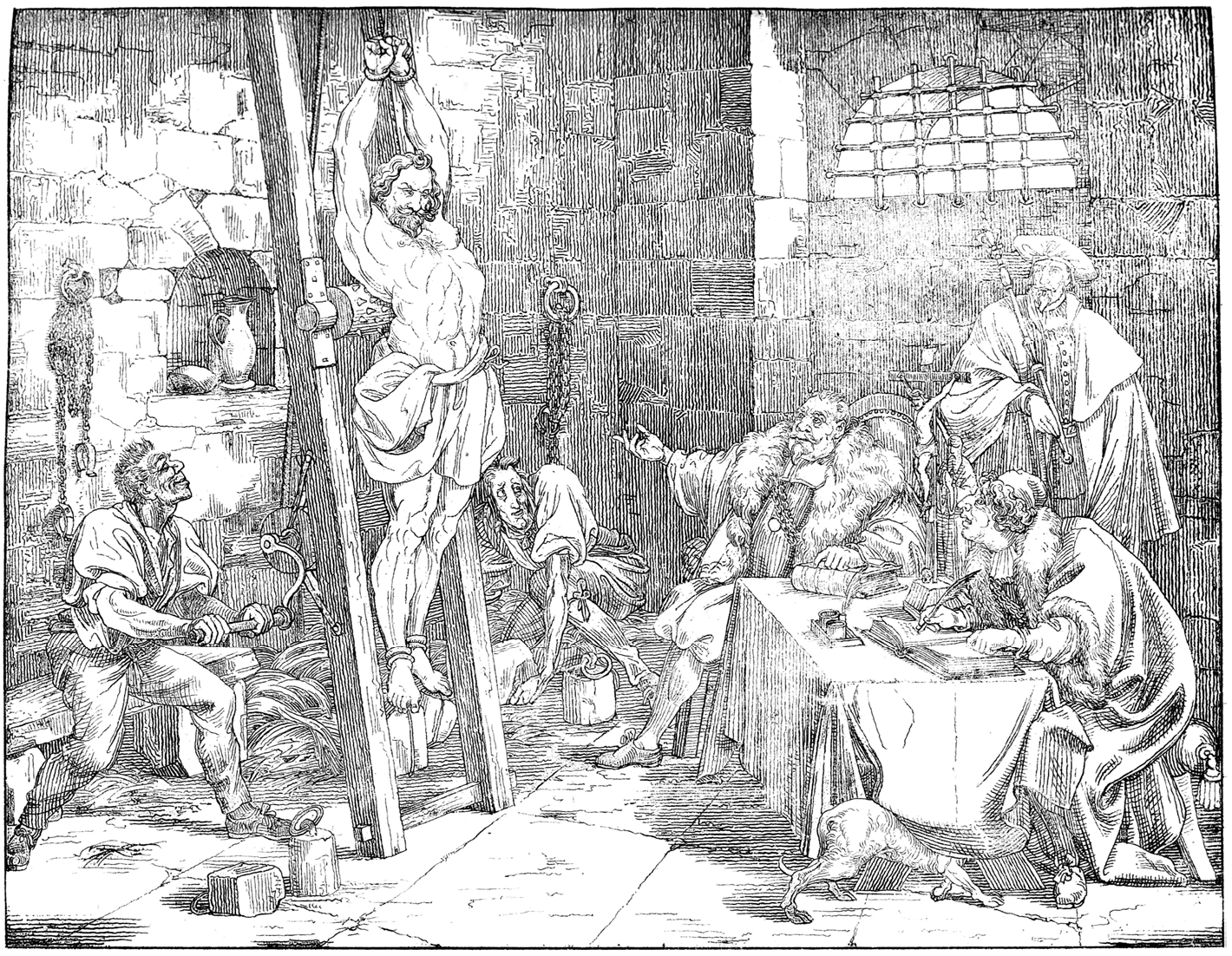
Schybi auf der Folter Мартіна Дістелі, 1840. На малюнку зображений селянський лідер Крістіан Шибі, закатований у Зурзее. Алегорія на розіп'ятого Христа

У XIX столітті офіційна точка зору про ті події піддавалася дедалі більшому сумніву. Колишнє аристократичне домінування було сильно ослаблене під час Наполеонівської епохи, коли Швейцарія була французькою клієнтською республікою. Період існування Гельветійської республіки був короткочасним, але демократичні ідеали все ж встигли поширитися серед населення. Відновлення колишнього режиму після закінчення наполеонівської епохи виявилося лише тимчасовим, доки Швейцарія не стала федеративною державою 1848 року, коли було ухвалено її першу демократичну конституцію. Під час реставрації демократичні видавці інструментували та інтерпретували історію Селянської війни як алегорію тогочасної боротьби за демократію, розглядаючи Селянську війну 1653 року як ранній провісник своїх власних зусиль з подолання авторитарного режиму. Популярність здобули ілюстрації Мартіна Дістелі 1839—1840 років, який використовував сцени Селянської війни як алегоричні образи.